# ماکینو تاداهیرو
ماکینو تاداهیرو (به ژاپنی: 牧野 忠寛 Makino Tadahiro); ۸ اکتبر ۱۷۴۱ – ۵ اوت ۱۷۶۶) سامورایی، دایمیو و کیوتو شوشیدای اهل ژاپن بود.